# Parafia Przemienienia Pańskiego w Królówce
Parafia Przemienienia Pańskiego w Królówce – parafia rzymskokatolicka, znajdująca się w diecezji tarnowskiej, w dekanacie Lipnica Murowana.